# Heteropalpus pretiosus
Heteropalpus pretiosus är en skalbaggsart som beskrevs av Jean Baptiste Lucien Buquet 1843. Heteropalpus pretiosus ingår i släktet Heteropalpus och familjen långhorningar. Inga underarter finns listade i Catalogue of Life.